# Подольская возвышенность
Подо́льская возвы́шенность (укр. Поді́льська височина́) находится на юго-западе Украины. Вытянута с северо-запада на юго-восток. Высоты от 380—320 м на северо-западе до 220—130 м на юго-востоке. Высшая точка — гора Камула (471 м). Вместе с Волынской возвышенностью часто объединяется в Волыно-Подольскую возвышенность.

## Расположение
Подольская возвышенность расположена на левом берегу Днестра, в пределах Тернопольской, Хмельницкой, частично Львовской, Ивано-Франковской, Винницкой, Одесской и Ровненской областей, а также северо-восточных районов Молдавии.
На северо-западе Подольская возвышенность обрывается в сторону равнин Малого Полесья крутым уступом высотой до 200 м. На северо-востоке Подольская возвышенность граничит с Приднепровской возвышенностью. Эта граница условно проходит по долине Южного Буга. На юго-западе возвышенность граничит с Предкарпатьем, в основном по долине Днестра. На юго-востоке Подольская возвышенность плавно понижается и граничит с Причерноморской низменностью.

## Геология
В геоструктурном плане Подольская возвышенность соответствует западному и юго-западному склону Украинского щита и южной части Волыно-Подольской моноклинали. Возвышенность сложена известняками, мергелями, песчаниками и сланцами, а в восточной части гранитами и гнейсами, перекрытыми лёссами и лёссовидными суглинками.
На территории Подольской возвышенности имеются проявления поверхностного и подземного карста, расположены карстовые пещеры.

## Крупные города
Крупнейшие города Подольской возвышенности — Львов, Тернополь, Хмельницкий, Винница, Каменец-Подольский.

## Рельеф
В рельефе Подольской возвышенности сочетаются обширные плоские междуречья и глубокие каньонообразные долины (особенно Днестр и его притоки). Северный край возвышенности имеет холмистый характер, приобретенный в результате интенсивной эрозии. В этой части выделяется ряд отдельных возвышений — Гологоры, Вороняки, Кременецкие горы. В западной части возвышенности выделяются Товтры (Медоборы). Участок Подольской возвышенности между Медоборами и Кременецкими горами ранее выделялся в Авратынскую возвышенность.
Часть Подольской возвышенности, граничащая с Днестром представляет собой ступенчатообразную равнину, образованную террасами Днестра.